# Schlacht von Aljubarrota
Die Schlacht von Aljubarrota war eine entscheidende Schlacht, die am 14. August 1385 zwischen den Armeen König Johanns I. von Kastilien und Johanns von Avis, des späteren Johann I. von Portugal, stattfand und die Unabhängigkeit Portugals sicherte. Sie ist nach der damals zur Abtei von Alcobaça gehörenden Stadt Aljubarrota benannt, in deren Nähe sie stattfand.

## Vorgeschichte
Die Rückeroberung der nördlichen Landesteile des heutigen Portugal von den Mauren (Reconquista) wurde zuerst von den Königen von Asturien-León durchgeführt. Auf den Territorien des späteren Portugal entwickelte sich ab 868 in der Gegend um Porto die „erste“ Grafschaft Portucale (Condado Portucalense) mit dynastischer Erbfolge im Bestand des Königreiches Asturien-León, die bis in das Jahr 1070 Bestand hatte. 
1095 erhielt Heinrich von Burgund, ein jüngerer Abkömmling der kapetingischen Herzöge von Burgund und Schwiegersohn von Alfons VI., König von Asturien-León, die Grafschaft Portucale erneut als erbliches Lehen. Es begann ein Prozess, in dem sich Portugal langsam aus der Lehnsabhängigkeit von Asturien-León, beziehungsweise später von Kastilien, dem Nachfolgestaat von Asturien-León, löste und so seine Unabhängigkeit erlangte. Dieser Prozess endete mit dem Vertrag von Zamora 1143, der es dem letzten Grafen von Portugal, Alfons Henriques, erlaubte, den Königstitel anzunehmen. Heinrich von Burgund und sein Sohn Alfons Henriques gründeten auch das erste portugiesische Königshaus, das Haus der portugiesischen Burgunderkönige, das das Land bis 1383 beherrschte. Die Könige des benachbarten Kastilien waren gleichwohl bestrebt, die alte Lehnshoheit wiederherzustellen, und warteten dazu auf eine günstige Gelegenheit.
Eine solche Gelegenheit für Kastilien bot sich 1382/1383. Der damalige portugiesische König Ferdinand I., der Schöne, war nach dem Tod seiner Söhne ohne legitimen männlichen Nachkommen. Mit seinem Tode würde also das Haus Burgund in Portugal aussterben. Das kastilische Königshaus war damals durch familiäre Bande eng mit dem portugiesischen Königshaus verknüpft. Der Vater König Johanns I. von Kastilien und die Großmutter König Ferdinands von Portugal waren Geschwister, auch die Mutter König Ferdinands war eine kastilische Prinzessin. Insofern hegte der kastilische König berechtigte Hoffnungen, dass ihm auch die portugiesische Krone zufallen werde. Ferdinand, der seit 1380 mit Kastilien im Krieg lag, versuchte erfolglos, seine einzige erbberechtigte Tochter Beatrix mit einem englischen Prinzen zu verheiraten, um die Unabhängigkeit Portugals gegenüber Kastilien auch über seinen Tod hinaus zu erhalten. 1382 war der Krieg gegen Kastilien für die Portugiesen verloren. Nach der Niederlage blieb König Ferdinand im Vertrag von Badajoz nichts anderes übrig, als durch die Verheiratung seiner Tochter Beatrix mit dem kastilischen König Johann I. Frieden zu schließen. Die Heirat von Beatrix mit dem kastilischen König, die am 13. Mai 1383 stattfand, zementierte die kastilischen Erbansprüche auf den portugiesischen Thron. Zwar erreichte Ferdinand I. die Zusage, dass Portugal nach seinem Tode zunächst durch einen Regenten regiert werden solle, bis ein zukünftiger Sohn der Beatrix alt genug sein würde, um den Thron zu besteigen. Sollte Beatrix keine Kinder haben, so sollte Portugal zwar an Kastilien fallen, aber dauerhafte Selbstverwaltung genießen. Gleichwohl blieb die Frage, ob eine kastilische Besitznahme nicht letztlich auf das Ende der portugiesischen Unabhängigkeit hinauslaufen würde. Portugal wäre damit womöglich zu einer spanischen Provinz geworden – vielleicht mit einer gewissen kulturellen Eigenständigkeit, vergleichbar etwa dem heutigen Galicien.
Am 22. Oktober 1383 verstarb Ferdinand I. Die Regentschaft wurde zunächst von Ferdinands Witwe, Leonore Teles de Menezes, und deren Liebhaber, dem pro-kastilischen galicischen Grafen von Ourém, geführt. Doch das portugiesische Volk misstraute Kastilien und den von kastilischer Seite gemachten Autonomieversprechen. Nach nur sechs Wochen kam es zu einem Aufstand, der so genannten Portugiesischen Revolution von 1383. Die Witwe Ferdinands wurde aus Lissabon verjagt, ihr Liebhaber getötet. Johann von Avis, Großmeister des Ritterordens von Avis und Halbbruder des verstorbenen Ferdinands, übernahm die Führung des Aufstandes. Johann von Avis war zwar über seinen Vater, König Peter I., ebenfalls Abkömmling der Burgunderkönige, konnte jedoch formal keine Erbansprüche auf den Thron erheben, da er unehelich geboren war.
Johann I. von Kastilien wertete den Sturz der Witwe Ferdinands als unmittelbare Bedrohung seiner Machtansprüche. Er marschierte mit einem großen Heer in Portugal ein. Er bekam dabei Unterstützung von Frankreich, weil Portugal ein Verbündeter Englands war. Johann von Avis wurde daraufhin vom portugiesischen Adelsparlament, den Cortes, in Coimbra zum „Herrscher und Verteidiger des Königreiches Portugal“ (regedor e defensor do reino de Portugal) erklärt. Er erhielt dabei die Unterstützung Englands, das durch diesen Krieg ein weiteres Mal versuchte, das frankreichfreundliche Haus Trastámara vom kastilischen Thron zu vertreiben und somit die kastilische Flotte zu neutralisieren, die Frankreich unterstützte und England bedrohte.

## Die Schlacht
Die Schlacht von Aljubarrota am 14. August 1385 fiel in eine entscheidende Phase der kastilisch-portugiesischen Auseinandersetzung. Nachdem er 1384 die Belagerung Lissabons hatte abbrechen müssen, zog König Johann I. von Kastilien im folgenden Jahr erneut seine Truppen zusammen, um Portugal zu erobern und seine Ansprüche auf den portugiesischen Thron durchzusetzen. Dabei erhielt er militärische Hilfe von den Franzosen, die ihm ihre Kavallerie zur Verfügung stellten. Den Portugiesen wurde jedoch bekannt, was Johann I. beabsichtigte. Sie bereiteten sich auf die bevorstehende Invasion vor. Dabei erhielten sie Hilfe von den Engländern, die den Portugiesen ihre Bogenschützen zur Verfügung stellten. 
Am Abend des 13. August 1385 erreichten die kastilischen Truppen die Stadt Leiria. Am folgenden Tag kam es zur Schlacht. Sie dauerte kaum mehr als eine halbe Stunde. Die Kastilier waren den Portugiesen zahlenmäßig weit überlegen, zudem war die kastilische Armee besser ausgerüstet. Trotzdem gelang es den Portugiesen, die Kastilier während der Schlacht vernichtend zu schlagen, was besonders dem militärisch-taktischen Genie des Nuno Álvares Pereira und der militärischen Hilfe Englands zu verdanken war. Erneut bewies die defensive englische Taktik, die bereits während der Schlacht von Crecy und der Schlacht von Poitiers erfolgreich erprobt worden war und die nun Nuno Álvares Pereira auf dem Schlachtfeld von Aljubarrota anwendete, sich als überlegen gegenüber der offensiven französischen Taktik.
Als dann die kastilische Fahne von den portugiesischen Truppen erobert worden war, kam es zu einem teils panikartigen Rückzug der kastilischen Truppen. Auf der Flucht wurden ebenso viele kastilische Soldaten getötet wie während der Schlacht. Zudem wurden etwa 5000 Kastilier gefangen genommen. Unter den Toten waren zahlreiche Angehörige des hohen Adels Kastiliens, darunter der Admiral von Kastilien Juan Fernández de Tovar. Infolge dieser Katastrophe war das Königreich Kastilien zwei Jahre lang in Trauer.

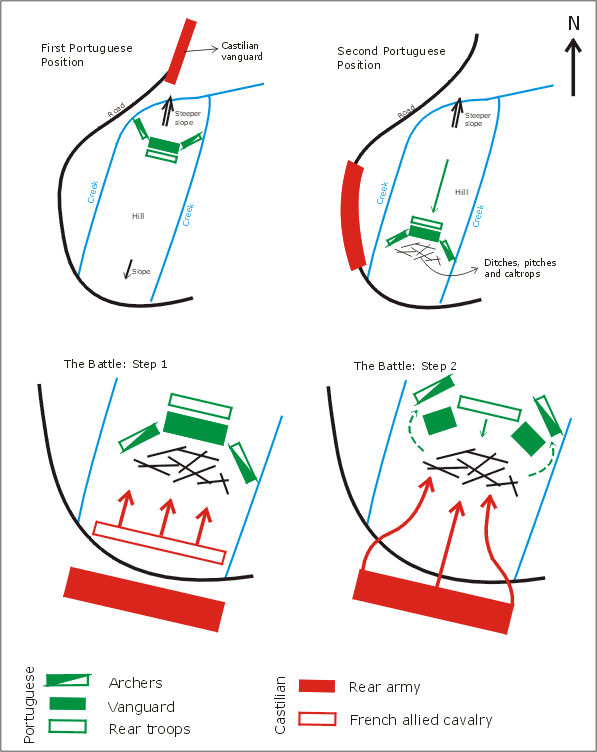
Schematische Schlachtordnungen bei der militärischen Auseinandersetzung von Aljubarrota

## Bedeutung
Mit dem portugiesischen Sieg war die Unabhängigkeit Portugals dauerhaft gesichert; die kastilischen Ansprüche gegenüber Portugal waren bis auf Weiteres abgewehrt. Für Johann von Avis machte sie den Weg frei, sich als Johann I. zum König krönen zu lassen. Er begründete so die Herrschaft des Hauses Avis, das Portugal bis 1580 regierte. Zum Andenken an die Schlacht gründete Johann nahe dem Schlachtfeld das Kloster Batalha. Es wurde von der UNESCO in die Liste des Weltkulturerbe aufgenommen.
Die Schlacht trug auch zum zeitweiligen Frieden nach der ersten Phase des Hundertjährigen Krieges bei:
- Portugal war durch die Kriege erschöpft.
- Auch Kastilien war aufgrund der Niederlage in Portugal kriegsmüde geworden.
- Die Schlacht zeigte Frankreich die Grenzen seiner offensiven Möglichkeiten gegenüber England auf.
- Der englische König war in seinem Bestreben, den kastilischen Thron zu erlangen, trotz dieses Sieges aufgrund vergangener Niederlagen nicht vorangekommen. Die Fortführung des Krieges gegen Frankreich und Kastilien nach der Schlacht von Aljubarrota verlief daher für England ungünstig. Deshalb ließ England von 1386 bis 1415 von weiteren Versuchen ab, die verlorenen Besitzungen in Frankreich zurückzugewinnen.

## Gedenken
Das einstige Schlachtfeld wurde seit 1958 in mehreren Ausgrabungskampagnen archäologisch erforscht. Es ist heute als parkartiges Gelände gestaltet. An dessen Rand befinden sich die Capela de São Jorge (Kapelle des heiligen Georg) und das Museu Militar da Batalha de Aljubarrota (Militärmuseum der Schlacht von Aljubarrota).

## Quelle
- Fernão Lopes: Crónica de D. João I. Herausgegeben von Manuel Lopes de Almeida und Artur de Magalhães Basto (Reihe Biblioteca histórica de Portugal e Brasil. Série régia). Bd. 1. Civilização, Porto 1983 (von Fernão Lopes 1443 verfasst).